# Therese Zauser

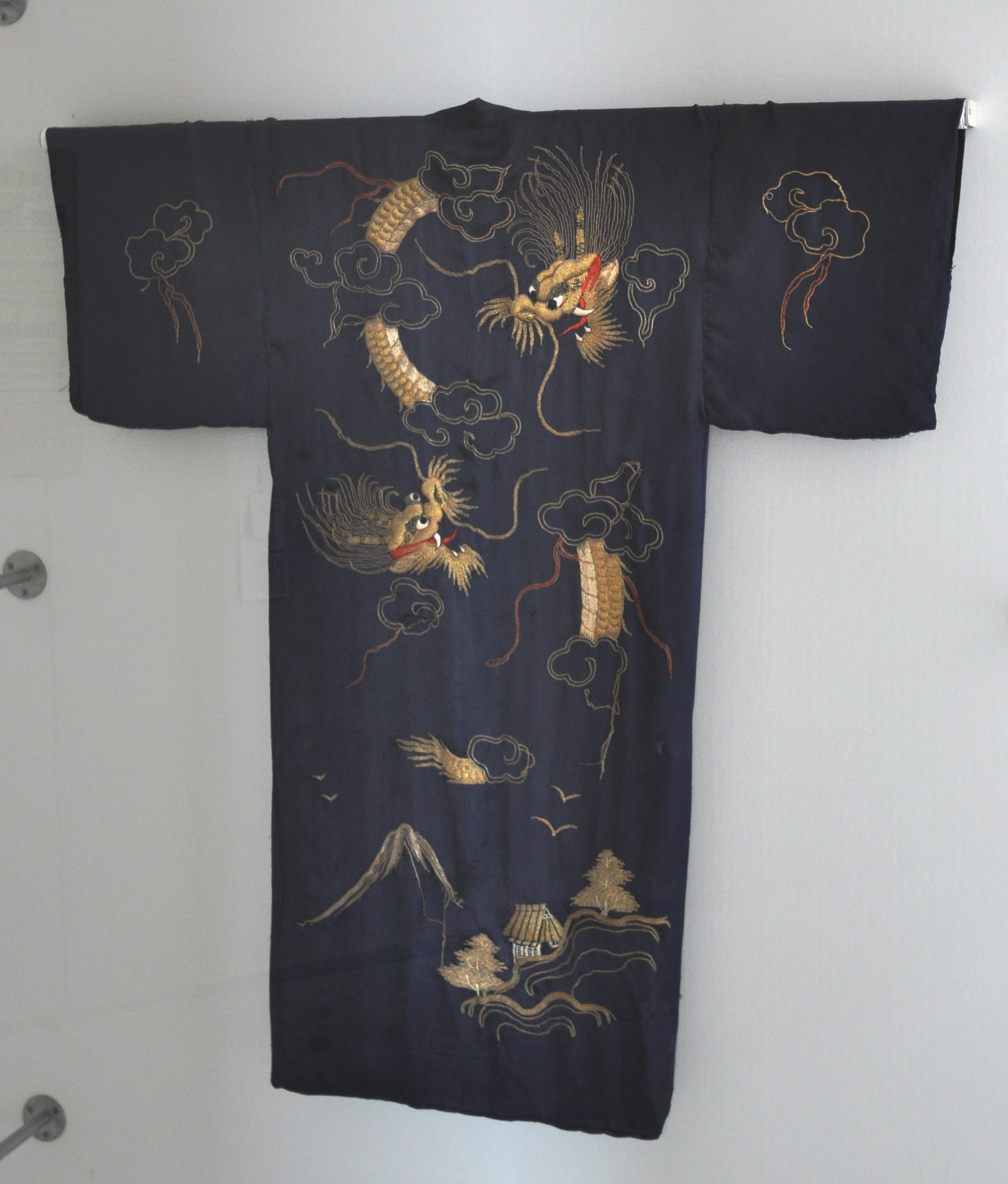
Hausmantel im chinesischen Stil aus dem Nachlass von Therese Zauser (vorarlberg museum, Sammlung Reinhard Häfele)

Therese Zauser (* 4. Dezember 1910 in Feldkirch; † 11. Februar 1942 in Ravensbrück) war eine österreichische Varieté- und Ausdruckstänzerin.
Die aus einer Feldkircher Beamtenfamilie stammende Therese Zauser trat in den 1930er Jahren unter dem Künstlernamen „Therese Judith“ u. a. auf Tourneen durch den Nahen Osten, durch Nordafrika und Westafrika auf. Ihr Bruder Karl Zauser war Mitglied der Trapezgruppe „Die 5 Artonis“ beim Zirkus Sarrasani.
1941 wurde Therese Zauser nach einer regimekritischen Äußerung („In eine Rüstungsfabrik bringt mich niemand“) verhaftet und im nächsten Jahr im KZ Ravensbrück ermordet.